# Wereldkampioenschap ijshockey vrouwen 1990
Het wereldkampioenschap ijshockey vrouwen 1990 was het 1e wereldkampioenschap ijshockey voor vrouwen en werd gespeeld van 19 tot 25 maart 1990 in Canada. De speellocatie was de TD Place Arena in Ottawa. 
Het deelnemersveld bestond uit acht landenploegen. Het gastland en de Verenigde Staten waren als toplanden automatisch geplaatst. Vanuit het Europees kampioenschap 1989 plaatsten zich Finland, Zweden, Noorwegen, Zwitserland en Duitsland. Azië werd vertegenwoordigd door nummer 2 Japan omdat het speelgerechtigde China (als winnaar van de Aziatische beker 1989) zich terugtrok. Wereldkampioen werd Canada met een 5-2 overwinning in de finale op de Verenigde Staten. Er was geen degradant mede omdat er nog geen B-wereldkampioenschap was. Het deelnemersveld voor het volgende wereldkampioenschap in 1992 werd gevuld op basis van invitatie (van de twee toplanden) en plaatsing (vijf ploegen uit Europa en een uit Azië). 

## Wedstrijdformule
De acht aan het toernooi deelnemende landen werden verdeeld in twee groepen van vier die een rond toernooi speelden. De nummers 1 speelden in de halve finale tegen de nummer 2 van de andere groep. De winnaars daarvan speelden de finale en de verliezers de wedstrijd om de 3e  plaats. De nummers 3 van de groepen speelden tegen de nummers 4 van de andere groep kruiswedstrijden. De winnaars daarvan speelden om de 5e  plaats en de verliezers om de 7e  plaats.

## Groep A

### Tabel
|    | Nationale ploeg | Gesp. | Winst | Gelijk | Verlies | Doelp. voor | Doelp. tegen | Punten |
| -- | --------------- | ----- | ----- | ------ | ------- | ----------- | ------------ | ------ |
| 1. | Canada          | 3     | 3     | 0      | 0       | 50          | 1            | 6      |
| 2. | Zweden          | 3     | 2     | 0      | 1       | 19          | 19           | 4      |
| 3. | Duitsland       | 3     | 1     | 0      | 2       | 4           | 25           | 2      |
| 4. | Japan           | 3     | 0     | 0      | 3       | 5           | 33           | 0      |

### Wedstrijden
19 maart
- Canada -  Zweden 15 - 1 (5-1, 5-0, 5-0)
- Duitsland -  Japan 4 - 1 (1-0, 1-0, 2-1)

21 maart
- Canada -  Duitsland 17 - 0 (5-0, 5-0, 7-0)
- Japan -  Zweden 4 - 11 (1-4, 1-1, 1-6)

22 maart
- Canada -  Japan 18 - 0 (9-0, 6-0, 3-0)
- Zweden -  Duitsland 7 - 0 (2-0, 3-0, 2-0)

## Groep B

### Tabel
|    | Nationale ploeg  | Gesp. | Winst | Gelijk | Verlies | Doelp. voor | Doelp. tegen | Punten |
| -- | ---------------- | ----- | ----- | ------ | ------- | ----------- | ------------ | ------ |
| 1. | Verenigde Staten | 3     | 3     | 0      | 0       | 38          | 7            | 6      |
| 3. | Finland          | 3     | 2     | 0      | 1       | 24          | 6            | 4      |
| 3. | Zwitserland      | 3     | 1     | 0      | 2       | 11          | 29           | 2      |
| 4. | Noorwegen        | 3     | 0     | 0      | 3       | 4           | 35           | 0      |

### Wedstrijden
19 maart
- Noorwegen -  Finland 1 - 10 (1-3, 0-3, 0-4)
- Verenigde Staten -  Zwitserland 16 - 3 (4-1, 2-2, 10-0)

21 maart
- Verenigde Staten -  Noorwegen 17 - 0 (7-0, 4-0, 6-0)
- Finland -  Zwitserland 10 - 0 (2-0, 3-0, 5-0)

22 maart
- Zwitserland -  Noorwegen 8 - 3 (2-1, 4-1, 2-1)
- Finland -  Verenigde Staten 4 - 5 (2-2, 1-2, 1-1)

## Competitie om de 5et/m 8eplaats

### Kruiswedstrijden
24 maart
- Zwitserland -  Japan 5 - 4 (1-1, 3-1, 1-2)
- Duitsland -  Noorwegen 3 - 6 (2-3, 1-1, 0-2)

### Wedstrijd om de 7eplaats
25 maart
- Duitsland -  Japan 9 - 2 (2-1, 1-1, 6-0)

### Wedstrijd om de 5eplaats
25 maart
- Zwitserland -  Noorwegen 7 - 6 (3-2, 0-2, 4-2)

## Competitie om de 1et/m 4eplaats

### Halve finale
24 maart
- Verenigde Staten -  Zweden 10 - 3 (4-3, 3-0, 3-0)
- Canada -  Finland 6 - 5 (3-1, 3-2, 0-2)

### Wedstrijd om de 3eplaats
25 maart
- Finland -  Zweden 6 - 3 (2-1, 4-2, 0-0)

### Finale
25 maart
- Canada -  Verenigde Staten 5 - 2 (2-2, 1-0, 2-0)

## Eindstand
| Plaats | Landenploeg      |
| ------ | ---------------- |
| Goud   | Canada           |
| Zilver | Verenigde Staten |
| Brons  | Finland          |
| 4.     | Zweden           |
| 5.     | Zwitserland      |
| 6.     | Noorwegen        |
| 7.     | Duitsland        |
| 8.     | Japan            |